# John Lloyd (tenista)
John Lloyd (n. 27 de agosto de 1954 en Leigh-on-Sea, Essex, Inglaterra) es un extenista profesional del Reino Unido.
Se lo conoce por haber sido el primer británico en alcanzar una final de Grand Slam en el Abierto de Australia en 1977, luego de que Bunny Austin lo lograra en 1938, casi 40 años atrás y también por haber sido el primer esposo de la legendaria tenista Chris Evert.

## Biografía
Lloyd consiguió su primer y único título oficial en 1974. En diciembre de 1977, se convirtió en el primer británico en alcanzar la final de un Grand Slam en la Era Abierta y el primero desde los años 1930, cuando brillaban Fred Perry y Bunny Austin. Luego de vencer a John Newcombe en los cuartos de final, se topó en la final con el estadounidense Vitas Gerulaitis quien lo derrotó por 3-6 6-7 7-5 6-3 2-6. Gran Bretaña debería esperar otros 20 años hasta que un nuevo tenista del país alcanzara una final de Grand Slam (Greg Rusedski en el US Open de 1997).
Fue un jugador muy pensante y algo temperamental, que no pudo manejar las presiones de sus fanáticos compatriotas para que conquistara Wimbledon. A pesar de que el césped era su superficie preferida, no pudo aprovechar la "ventaja de la localía" en Wimbledon y nunca logró superar la tercera ronda. Un clásico jugador de saque y red, Lloyd tenía un "toque" exquisito y un excelente arsenal a la hora de jugar en la red. Su saque promedio y su estancamiento ante las situaciones de presión eran sus puntos débiles. En 1984 alcanzó los cuartos de final del US Open donde perdió en tres sets ante Jimmy Connors.
A pesar de no haber ganado ningún Grand Slam en singles, sí lo hizo en dobles mixto, junto a la australiana Wendy Turnbull. Juntos conquistaron el Torneo de Roland Garros de 1982 y 3 semanas después alcanzaron la final en Wimbledon. Luego conquistaron la corona de Wimbledon en 1983 y 1984.
Su mejor ranking fue N.º 21 en 1978. Su status de celebridad nacional se convirtió en internacional cuando se casó con la legendaria tenista estadounidense Chris Evert (quien pasó a llamarse Chris Evert-Lloyd). La prensa los denominó "la pareja de oro" y vivieron varios años de estrellato hasta su separación en 1987. Lloyd, de carácter tímido, no se sintió nunca a gusto siendo una celebridad. Siempre como un caballero, luego del divorcio rechazó grandes ofertas de dinero por parte de los tabloides británicos que buscaban conocer la parte "sucia" de su exmujer.
Fue representante británico en Copa Davis durante 11 años. En 1978 formó parte del equipo que alcanzó la final ante Estados Unidos. Allí Lloyd perdió sus dos partidos de sencillos ante Brian Gottfried y John McEnroe. Su récord en la Copa es de 16-19 en singles y 11-5 en dobles
Se retiró en 1986 y desde entonces ha ejercido como entrenador de tenis y como comentarista del juego en televisión. También participó en innumerables campeonatos seniors, siendo el número N.º 1 sénior en 1990 y 1991.
Desde su posición de comentarista ha demostrado su disconformidad con la Asociación de Tenis Británica. Inglaterra a pesar de ser la nación fundadora del tenis competitivo, ha producido una asombrosa baja cantidad de estrellas del tenis en los últimos 60 años, a pesar de la popularidad del deporte en ese país. 
En 2006 asumió como capitán del equipo británico de Copa Davis en reemplazo de Jeremy Bates. Su hermano mayor, David Lloyd, también fue capitán británico de Copa Davis.

## Torneos de Grand Slam

### Finalista Individuales (1)
| Año  | Torneo               | Oponente en la final | Resultado           |
| 1977 | Abierto de Australia | Vitas Gerulaitis     | 3-6 6-7 7-5 6-3 2-6 |

### Campeón Dobles Mixto (3)
| Año  | Torneo        | Pareja         | Oponentes en la final         | Resultado         |
| 1982 | Roland Garros | Wendy Turnbull | Claudia Monteiro Cassio Motta | 6-2 7-6           |
| 1983 | Wimbledon     | Wendy Turnbull | Billie Jean King Steve Denton | 6-7(5) 7-6(5) 7-5 |
| 1984 | Wimbledon     | Wendy Turnbull | Kathy Jordan Steve Denton     | 6-3 6-3           |

## Títulos en la Era Abierta (3)

### Individuales (1)
| Leyenda                |
| Grand Slam (0)         |
| Tennis Masters Cup (0) |
| ATP Tour (1)           |

| N.º | Fecha                | Torneo    | Superficie | Oponente en la final | Resultado       |
| --- | -------------------- | --------- | ---------- | -------------------- | --------------- |
| 1.  | 25 de agosto de 1974 | Haverford | Césped     | John Whitlinger      | 6-0 4-6 6-3 7-5 |

### Finalista en individuales en la Era Abierta (4)
- 1977: Basilea (pierde ante Björn Borg)
- 1977: Wembley (pierde ante Björn Borg)
- 1977: Abierto de Australia (pierde ante Vitas Gerulaitis)
- 1979: South Orange (pierde ante John McEnroe)